# Philippe Fargeon
Philippe Fargeon (ur. 24 czerwca 1964 w Ambilly) – francuski piłkarz, występujący na pozycji napastnika.
Z zespołem Girondins Bordeaux w 1987 zdobył mistrzostwo Francji i puchar tego kraju. W latach 1987–1988 rozegrał 7 meczów i strzelił 2 gole w seniorskiej reprezentacji Francji.